# Maxwell (unitat)
El maxwell, abreviat Mx, és una unitat de flux magnètic derivada del sistema CGS, avui en desús. Aquesta mesura té aquest nom en honor de James Clerk Maxwell, qui va presentar la teoria unificada de l'electromagnetisme.
1 maxwell = 1 gauss × cm² = 10−8 weber
En un camp magnètic de força 1 gauss, un maxwell és el flux total sobre una superfície d'un centímetre quadrat perpendicular al camp.